# Olmo al Brembo
Olmo al Brembo település Olaszországban, Lombardia régióban, Bergamo megyében. Lakosainak száma 474 fő (2023. január 1.). Olmo al Brembo Cassiglio, Piazzatorre, Averara, Mezzoldo, Piazzolo, Piazza Brembana és Santa Brigida községekkel határos.

## Népesség
A település lakossága az elmúlt években az alábbi módon változott:
| Lakosok száma | 502  | 500  | 474  |
|               | 2017 | 2018 | 2023 |